# Parasopubia bonatii
Parasopubia bonatii är en snyltrotsväxtart som beskrevs av H.-p.Hofm. och Fischer. Parasopubia bonatii ingår i släktet Parasopubia och familjen snyltrotsväxter. Inga underarter finns listade i Catalogue of Life.